# Elementi di sociologia: i quadri strutturali
Elementi di sociologia. I quadri strutturali è un libro scritto da Giorgio Braga, docente in Sociologia, adottato come testo in numerose università italiane, nel quale l'autore si sofferma sull'analisi delle strutture sociali.

## Descrizione
L'indagine parte dall'analisi dell'azione, sia riferita alla relazione sociale sia riguardante le sue componenti; in seguito, l'autore, descrive il significato di status e ruolo correlati con entità oggettive tangibili, quali la base biogenetica, la base ecologica, la struttura occupazionale, la stratificazione e la mobilità sociale.
La base biogenetica viene analizzata come indagine del fattore ereditario nella società, come sviluppo sociale della esistenza, quindi tenendo conto degli stadi di sviluppo descritti dalla psicoanalisi e del modello di Jean Piaget, del grado del processo di socializzazione comprendente anche l'ambiente sociale del bambino, i rapporti fra i sessi e il matrimonio; inoltre vengono analizzate le discendenze biologiche e le parentele ed infine le conclusioni su fatti reiterati vengono valutate in una prospettiva demografica.
La base ecologica viene indagata come interazione tra ambiente e società, quindi si analizzano le tipologie delle città e dei siti rurali. Gli studi riguardano il grado di adattamento e di assimilazione, l'ecologia umana, l'unità e le aree ecologiche, la tipologia delle unità rurali, le unità manifatturiere e minerarie ed i centri d'area. Sfruttando la prospettiva urbanistica, si approfondisce il tema della organizzazione dello spazio sociale.
La struttura occupazionale è correlata al sistema economico e consente gli studi della popolazione attiva e non, nei vari settori occupazionali. Le indagini consentono di prevedere scenari futuri del mercato del lavoro e nuove professioni.
L'autore chiarisce i criteri del riconoscimento sia della stratificazione soggettiva sia di quella oggettiva. Inoltre vengono analizzate le diversità degli atteggiamenti e dei comportamenti, che inducono una differenziazione fra classi, ceti e caste. Vengono focalizzati i passaggi da uno strato all'altro e quelli che rientrano nel campo della dinamica sociale e che coinvolgono strati differenziati.

## Edizioni
- Giorgio Braga, Leone Diena, Franco Leonardi, Elementi di sociologia. I quadri strutturali, FrancoAngeli, 1961,  pp.158 , cap.6.